# Jacek Sutryk
Jacek Zbigniew Sutryk (Wrocław, 17 de setembro de 1978) é um sociólogo polonês e funcionário do governo local, desde 2018 Presidente de Wrocław.

## Curriculum vitae
Formado em sociologia pela Faculdade de Ciências Sociais da Universidade de Wrocław em 2002. Após a graduação, tornou-se diretor da Comunidade Operária das Uniões de Organizações Sociais em Varsóvia. Foi aluno de doutoramento no Colégio Econômico e Social da Escola de Economia de Varsóvia e professor da Escola de Pedagogia de Varsóvia.
A partir de 2007, ele foi diretor do Centro Municipal de Assistência Social em Wrocław. Em novembro de 2011, tornou-se diretor do Departamento de Assuntos Sociais da Prefeitura de Wrocław, ocupando-os por sete anos. Supervisionou as instituições culturais, as unidades de desporto e recreação, saúde e assistência social de Wrocław, incluindo o Centro de Apoio à Juventude em Wrocław, o Instituto de Atividades Profissionais de Wrocław, o Centro de Integração de Wrocław, o Grupo de Enfermagem de Wrocław e o Centro de Desenvolvimento Social de Wrocław. Em 2010-2017, por dois mandatos, ele foi membro do Conselho de Assistência Social do Ministério do Trabalho e Política Social (a partir de 2014, como seu presidente).
Nas eleições para o governo local em 2018, ele concorreu ao cargo de Presidente de Wrocław em nome da Coalizão de Cidadãos. Além de PO, Nowoczesna e a lista de KO UP que participa, ele foi apoiado pelo atual presidente, Rafał Dutkiewicz, e os partidos SLD e UED cocriaram seu comitê eleitoral. Na primeira rodada de votação de 21 de outubro de 2018, ele obteve 129.669 votos (o que foi de 50,2%), enquanto o segundo na votação de Mirosław Stachowiak-Różecka de PiS recebeu 79.049 votos (27,5%). Ele começou seu cargo como presidente de Wrocław depois de assumir o cargo em 19 de novembro de 2018. Em 8 de dezembro do mesmo ano, ele se tornou o chefe do recém-criado conselho de Moderna (restante apartidário).